# Tom & Jerry – Der Film
Tom & Jerry – Der Film ist ein US-amerikanischer Zeichentrickfilm, produziert von Warner Bros. Es ist der erste Film mit Tom und Jerry. In diesem Film helfen die beiden Tiere gemeinsam, die in der Serie zwei Erzrivalen sind, dem Mädchen Robyn, ihren Vater zu finden.

## Handlung
Der Besitzer des Hauskaters Tom und der Maus Jerry vergisst beide bei einem Umzug im alten Haus. Es wird abgerissen, und Tom und Jerry irren hungrig durch die Straßen und treffen auf den Straßenhund Lumpi und den Floh Jean-Paul. Von den zweien lernen sie, Freunde zu werden, und werden zum „Abendessen“ eingeladen. Trotz der „Freund-Predigt“ sperrt Tom Jerry unter einen Blumentopf, damit er nicht mitessen kann. Zur gleichen Zeit wird Lumpi bei den Mülltonnen von Hundefängern geschnappt und weggeschleppt. Tom wird von anderen Straßenkatzen gejagt, die aus Versehen Jerry befreien. Dieser hilft Tom gegen die anderen Katzen und beide werden wirkliche Freunde.
Nachdem sie einer dunklen Gestalt gefolgt sind, treffen sie die kleine Robyn Starling, die glaubt, ihr Vater sei bei einer Lawine ums Leben gekommen, und nun bei ihrer bösen Tante Innozenzia Fies leben muss. Dann erzählt sie Tom und Jerry von einer geheimen Hütte, die nur sie und ihr Vater kannten und wo sie jeden Sommer verbrachten. Zur gleichen Zeit spielt Tante Fies der Polizei vor, dass sie sich um das weggelaufene Mädchen sorge und sie vermisse. Doch gegenüber dem Anwalt von Robyn zeigt sie, dass sie nur an dem Geld interessiert ist, dass sie für die Pflege des Mädchens bekommt. Als Robyn von der Polizei zu Tante Fies zurückgebracht wird, bringt sie Tom und Jerry mit und darf sie zunächst behalten. Jedoch werden die beiden von Innozenzias Hund Ferdinand nicht akzeptiert, sodass bald eine Schlacht in der Küche entbrennt.
Als Tante Fies erfährt, dass Robyns Vater noch am Leben ist, will sie die Nachricht vor dem Mädchen geheim halten. Nachdem Jerry versucht hat, Robyn vom Überleben ihres Vaters zu berichten, werden er und Tom von Tante Fies in einem Käfig ins Tierheim zu Dr. Hannibal Hundekuch gebracht. Dieser gibt sich zunächst als großer Tierfreund, entpuppt sich aber als ein skrupelloser Ganove, der Lösegeld für entführte Haustiere verlangt. Doch können die beiden sich und die anderen gefangenen Tiere, darunter auch Lumpi und Jean-Paul dort befreien. Als sie Robyn endlich berichtet haben, dass ihr Vater lebt, flieht sie, um ihn zu suchen. Sie bricht mit Tom und Jerry mit einem Floß auf, während Tante Fies und der Anwalt Schmeichel eine Million Dollar Belohnung auf Robyn aussetzen. Tom, Jerry und Robyn werden jedoch von einem Schiff erfasst und werden getrennt. Robyn wird ohnmächtig und erreicht den Vergnügungspark Käpt’n Kiddies Kinderland, wo sie wieder zu Bewusstsein kommt. Käpt’n Kiddie ist anfangs sehr nett zu Robyn und gibt ihr Kekse und Milch, doch dann lockt er Robyn auf ein Riesenrad und lässt sie dort erstmal alleine sitzen, als er von der Belohnung erfährt. Bald treffen auch Tom und Jerry auf der Insel ein und nach einem Anruf von Käpt’n Kiddie bei Tante Fies sind neben dieser auch Dr. Hundekuch und seine Kumpanen auf dem Weg zur Insel. Auf der Insel beginnt nach deren Ankunft eine wilde Verfolgungsjagd, bei der jeder versucht, Robyn, Tom und Jerry zu fangen, wobei sie sich gegenseitig behindern. Dr. Hundekuch, seine Kumpanen und Käpt’n Kiddie sind bald darauf aus dem Rennen.
Schließlich ist Robyn in der Holzhütte „Robyns Nest“ mit Tante Fies und Schmeichel gefangen, Tom und Jerry sind ausgesperrt. Robyn kann sich befreien, jedoch geht dabei die Hütte in Flammen auf. Tante Fies und Schmeichel stürzen durch ein Missgeschick auf das Schnellboot und dieses setzt sich von alleine in Gang. Schließlich kommt Robyns Vater mit einem Hubschrauber, weil er erfahren hat, dass seine Tochter weggelaufen ist, und wusste, wo er sie finden kann. Robyn wird von ihrem Vater gerettet. Tom und Jerry  stürzen mit der brennenden Hütte ins Wasser, sind aber zum Glück unverletzt. Als Robyn Tom und Jerry findet, fallen sich die Freunde in die Arme. Robyn gibt Tom und Jerry ein neues, luxuriöses Zuhause, wo sie ihre altbekannten Auseinandersetzungen wieder aufnehmen und die Einrichtung in Mitleidenschaft ziehen.

## Synchronisation
| Rolle              | Englischer Sprecher | Deutscher Sprecher |
| ------------------ | ------------------- | ------------------ |
| Tom                | Richard Kind        | Joachim Tennstedt  |
| Jerry              | Dana Hill           | Moritz Matern      |
| Robyn Starling     | Anndi McAfee        | Susanne Kaps       |
| Tante Fies         | Charlotte Rae       | Beate Hasenau      |
| Schmeichel         | Tony Jay            | Harry Wüstenhagen  |
| Lumpi              | Ed Gilbert          | Wolfgang Völz      |
| Käpt’n Kiddie      | Rip Taylor          | Edgar Ott          |
| Erster Maat        | Howard Morris       | Wolfgang Ziffer    |
| Dr. Hundekuch      | Henry Gibson        | Hans Teuscher      |
| Jean-Paul der Floh | David Lander        | Santiago Ziesmer   |

## Kritiken
„Ein unterhaltsamer, kindgerechter Familienfilm, der allerdings Witz und Tempo der berühmten frühen Kurzfilme vermissen läßt.“

## Auszeichnung
Der Film gewann 1994 einen Young Artist Award in der Kategorie Best Youth Actress in a Voiceover Role. Ausgezeichnet wurde Anndi McAfee.